# Felix Aerts
Felix Hubert Aerts (Sint-Truiden, 4 mei 1827 - Nijvel, 9 november 1888) was een Belgisch violist en componist.
Hij werd geboren binnen het gezin van François Aerts en Anna Marie Catherine Colon. Hijzelf was getrouwd met Angeline Vandervenne.
Hij kreeg zijn muziekopleiding aan het Conservatorium van Brussel bij Charles Hanssens. Na zijn studie vertrok hij naar Doornik (orkestmeester van theaterorkest) en Parijs. In 1862 keerde hij terug naar België om in Nijvel professeur de musique te worden aan de rijksnormaalschool aldaar. Hij was er ook dirigent van Société Sainte-Cécile.
Hij is de auteur van Musique théorique et pratique pour l’accompagnement du plain-chant, precédée dun traité de l’harmonie consonnante en Manuel théorique et pratique du plain-chat, conforme aux vrais principes du chant grégorien en andere soortgelijke instructieboeken. Van zijn hand verscheen ook Six litanies de la Sainte Vierge Marie (uitgegeven in Luik), een Fantaisie et thème varié voor viool en orkest, Fantaisie pour trombone avec acc. piano; Fantaisie originale, solo voor tuba met pianobegeleiding en andere soortgelijke werken.
- Bibliothèque nationale de France: cb148143243 (data)
- International Standard Name Identifier: 0000 0000 0123 2242
- MusicBrainz: 8f645967-1856-47b5-803f-cedbb9bc546d
- Nederlandse Thesaurus van Auteursnamen: 304027227
- Virtual International Authority File: 61813480
- WorldCat: E39PBJtX7Q69FDwCkq4tMmgBT3